# Four World Trade Center
Den här artikeln handlar om den nya skyskrapan, för det tidigare 9-våningshuset, se World Trade Center.
Four World Trade Center, även kallad 150 Greenwich Street är en skyskrapa och kontorsbyggnad i det nya World Trade Center på Södra Manhattan i New York, USA.
Den är 298 meter hög och har 72 våningar.
Byggnaden stod klar efter 7 World Trade Center och blev därmed den andra byggnaden i det nya komplexet att stå färdig.
Den är belägen i det sydöstra hörnet av World Trade Center-platsen på samma plats som den tidigare byggnaden på 9 våningar med samma namn en gång stod.
Konstruktionen startade 2008 och byggnaden öppnades den 13 november 2013 och blev därmed den andra byggnaden att öppnas på World Trade Center-platsen sedan 11 september-attackerna 2001.
Four World Trade Center var då den stod klar den näst högsta byggnaden i det nya World Trade Center efter One World Trade Center och är väl synlig från Hudsonfloden.
Det nya Three World Trade Center, som nådde sin fulla höjd 2017 är dock högre än Four World Trade Center och nya Two kommer, när det nått sin fulla höjd, även det att vara högre än Four World Trade Center.
Port Authority of New York and New Jersey är en av hyresgästerna som kommer att ha kontor i byggnaden.